# シクドゥル
シクドゥル（モンゴル語: Шударга Šikdür、中国語: 勢都児、生没年不詳）とは、チンギス・カンの弟のジョチ・カサルの曾孫で、モンゴル帝国の皇族。『集史』などのペルシア語史料ではشیکتورShīktūrと記される。碑文などでは勢都児・実都而と記される一方、『元史』では主に「失都児」と記述されるが、これはナヤンの乱に荷担したことによる貶しの意があるのではないかと推測されている。

## 概要
シクドゥルはチンギス・カンの弟のジョチ・カサルの孫のエセン・エムゲンの息子として生まれ、時期は不明であるが至元20年代までにはカサル家当主の座についていた。
至元24年（1287年）、クビライ・カアンの政策に不満を抱いたオッチギン家のナヤンは叛乱を起こし、カチウン家のシンナカル、カサル家のシクドゥルもこれに同調して叛乱に参加した。シクドゥル率いる部隊はナヤン本隊とは別に遼寧平原に展開し、遼河流域の要衝である咸平府（現在の開原市）を経て遼河を渡り、豪州・懿州（現在の阜新市）に進軍しようとした。東方三王家の勢力圏外である遼河以南に進出するということは開戦を意味し、守備兵力が足りないことを理由に現地の守臣はクビライに援軍要請をし、諸衛の軍1万人・モンゴル軍1千人が派遣された。
ナヤンの叛乱に対する鎮圧軍が組織されると、シクドゥルに対してはクビライの庶子のアヤチ率いる部隊が相対することとなった。これに対しシクドゥルはナヤンの叛乱に呼応して出兵した女直人との連動によってアヤチ率いる部隊を一時敗退させ、アヤチを捕らえかけたが、タチュらの奮戦によって取り逃してしまった。しかし6月中にはクビライ自身が率いる本隊がナヤン本隊を撃破し、ナヤンを捕殺したこともあってシクドゥル軍の勢いは俄に衰えた。同年7月、アヤチの配下タチュ率いる軍は瀋州（現在の瀋陽市）に、亦児撒合は懿州に進軍してシクドゥル軍を討伐し、シクドゥル率いる反乱軍は完全に平定された。
叛乱鎮圧後、西方にカイドゥという脅威を抱えるクビライは東方三王家を完全に解体することはせず、各王家の当主をすげ替えた上で存続させることとした。これによってカサル家ではシクドゥルに代わってその子のバブシャが当主となった。『集史』は叛乱鎮圧後にシクドゥルが処刑されたと記録しているが、至元29年（1292年）には金1000両を下賜されたという記録が残っており、バブシャが当主となった後も処刑されることなく有力者の1人として扱われていたようである。

## 子孫
『元史』「宗室世系表」によると、シクドゥルには斉王バブシャ、ビリグ大王、コンゴル王という3人の息子がいたという。このうちビリグとコンゴルについてはほとんど記述がなく事蹟は不明であるが、斉王バブシャに息子がいなかったためコンゴルの子孫がカサル家当主の座を継いでいる。『集史』「イェスゲイ・バハードゥル紀」はシクドゥルを以てイェスンゲ家の記述を終えており、シクドゥルの子孫に関する記述はない。
また、バブシャらの姉としてイェルゲン公主という娘もおり、フーシン部ボロクル家の当主タラカイに嫁いでいる。

## カサル王家
- ジョチ・カサル（J̌öči Qasar,搠只合撒児／جوچى قسارJūchī Qasār）
  - 淄川王イェグ（Yegü,淄川王也古／ییگوYīgū）
    - コルコスン（Qorqosun,火児哈孫／ارقسونĀrqasūn）

  - トク大王（Toqu,脱忽大王／توقوTūqū）
    - エブゲン（Ebügen,愛哥阿不干王／ابوگانĀbgān）

  - イェスンゲ大王（Yesüngge,移相哥大王／ییسونگگهYīsūngge）
    - 親王エセン・エムゲン（Esen emügen,親王愛仙阿木干／امگانĀmgān）
      - シクドゥル王（Šikdür,勢都児王／شیکتورShīktūr）
        - 斉王バブシャ（Babuša,斉王八不沙／مامیشاMāmīshā）
        - ビリグ大王（Birigü,必烈虎大王）
        - コンゴル王（Qong'ur,黄兀児王）
          - バイ・テムル（Bai Temür,伯帖木児王）
          - 斉王オルク・テムル（Ürüg Temür,斉王玉龍帖木児）
          - ベルケ・テムル（Berke Temür,別児帖木児王）